# Neochera privata
Neochera privata là một loài bướm đêm thuộc họ Erebidae. Nó được tìm thấy ở quần đảo quần đảo Andaman, Sundaland, Nias và the Lesser Sundas tới Timor.
Sải cánh dài khoảng 50 mm.

## Phụ loài
- Neochera privata fennekenae (Sulawesi)
- Neochera privata privata (Andamans, Sundaland, Nias, Lesser Sundas, Timor)